# Розеточник рожевий
Розеточник рожевий (Rhodobryum roseum) — вид мохів порядку головмохальних (Bryales).

## Поширення
Батьківщиною є Європа, Африка, Північна Америка, Південна Америка, Азія.
Населяє багатий ґрунт, гумус, підстилку, прибережну тундра, чагарники, ліси; від низьких до помірних висот (0–3000 метрів).

## Галерея

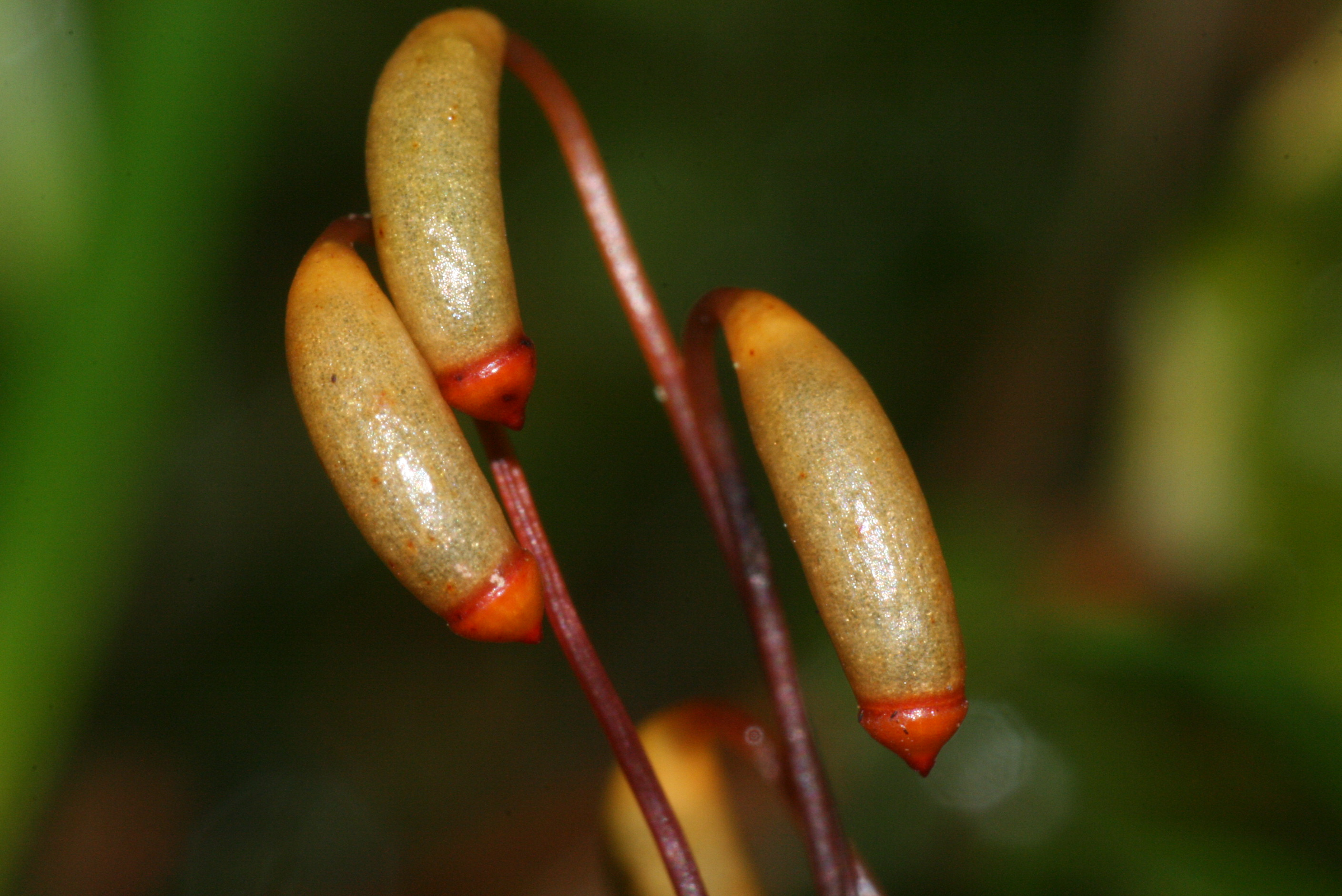
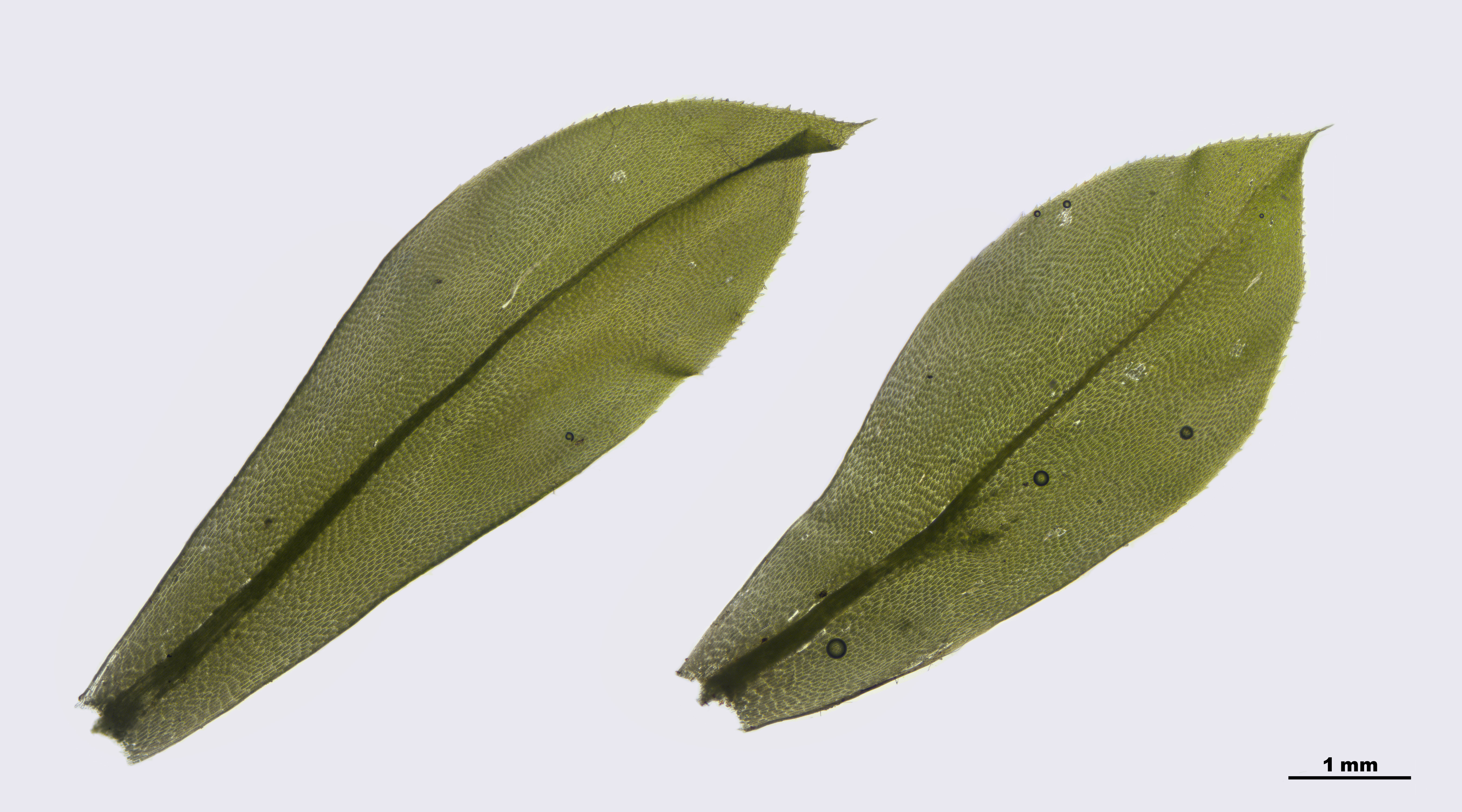
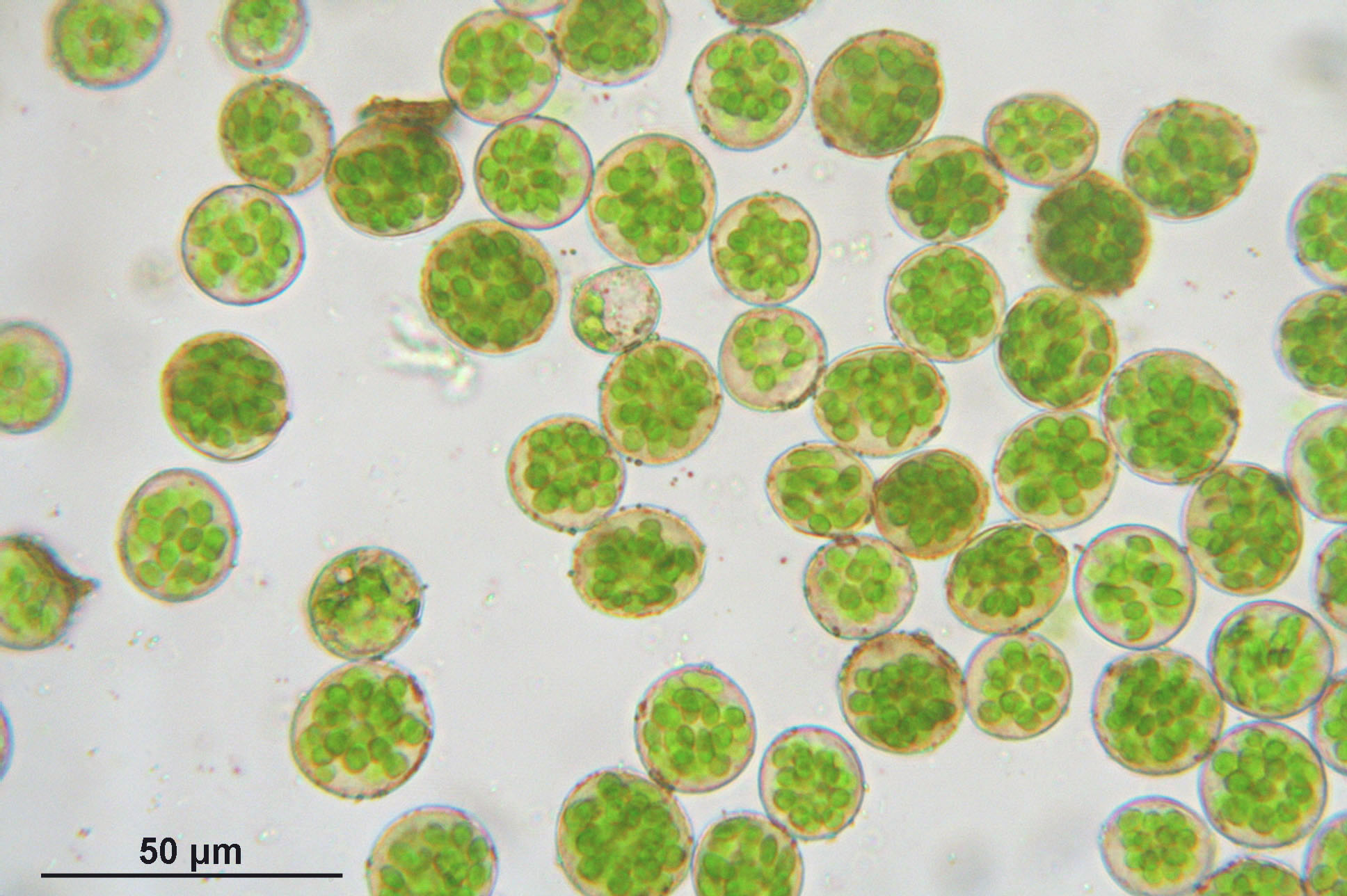

## Характеристика
Стебла 1–3 см, зазвичай розгалужені тонкими підверхівковими новоутвореннями. Стеблових листків порівняно нечисленні в розетках, 18–22, 3–8 мм; краї закручені до середини листка чи менше; верхівка гостра. Спори 16–20 мкм.